# Kelly Sildaru
Kelly Sildaru (Tallinn, 17 febbraio 2002) è una sciatrice freestyle estone.

## Biografia
Vincitrice nel 2017 di due titoli mondiali juniores nell'halfpipe e nello slopestyle, ad agosto dello stesso anno Kelly Sildaru ha debuttato pure in Coppa del Mondo vincendo la gara di slopestyle a Cardrona.
Nel 2018 si è riconfermata campionessa mondiale juniores di halfpipe e di slopestyle, e ai Mondiali di Park City 2019 ha vinto la medaglia d'oro nell'halfpipe davanti alla campionessa olimpica uscente Cassie Sharpe e all'altra olimpionica Brita Sigourney.

## Palmarès

### Mondiali
- 1 medaglia:
  - 1 oro (halfpipe a Park City 2019)

### X Games
- 9 medaglie:
  - 6 ori (slopestyle ad Aspen 2016, ad Aspen 2017, ad Aspen 2019 e ad Aspen 2020; superpipe ad Aspen 2020 e ad Aspen 2022)
  - 2 argenti (big air ad Aspen 2017; superpipe ad Aspen 2019)
  - 1 bronzo (big air ad Aspen 2019)

### Coppa del Mondo
- Miglior piazzamento in classifica generale: 2ª nel 2022
- Vincitrice della Coppa del Mondo di slopestyle nel 2022
- Miglior piazzamento in Coppa del Mondo di halfpipe: 4ª nel 2019
- Miglior piazzamento in Coppa del Mondo di big air: 3ª nel 2021
- 13 podi:
  - 6 vittorie
  - 4 secondi posti
  - 3 terzi posti

#### Coppa del Mondo - vittorie
| Data             | Luogo            | Paese         | Disciplina |
| ---------------- | ---------------- | ------------- | ---------- |
| 27 agosto 2017   | Cardrona         | Nuova Zelanda | SS         |
| 23 novembre 2018 | Stubaital        | Austria       | SS         |
| 7 dicembre 2018  | Copper Mountain  | Stati Uniti   | HP         |
| 20 novembre 2021 | Stubaital        | Austria       | SS         |
| 9 gennaio 2022   | Mammoth Mountain | Stati Uniti   | SS         |
| 26 marzo 2022    | Silvaplana       | Svizzera      | SS         |

Legenda:

SS = slopestyle

HP = halfpipe

### Mondiali juniores
- 5 medaglie:
  - 6 ori
  - 1 argento

### Giochi olimpici giovanili
- 1 medaglia: 
  - 1 oro (slopestyle a Losanna 2020)